# Патрия (бронепалубен крайцер)
„Патрия“ (на испански: ARA Patria) е бронепалубен крайцер на ВМС на Аржентина от края на 19 век. Построен е в единствен екземпляр, в корабостроителницата на фирмата „Samuda&Bross“ Лондон, Великобритания. Цената за построяването на кораба е 87 000 фунта стерлинги. „Патрия“ е уголемен вариант на британските торпедни канонерски лодки от клас „Дриада“.

## Проектиране и построяване
Построен е от английската фирма Laird Brothers в корабостроителницата „Cammel“ в град Birkenhead. Строителството на кораба започва през 1893 г. и е завършено 1894 г.
В същата година отплава от Англия през ноември и пристига в Аржентина на следващия месец.

## История на службата
Влиза в строй през 1895 г. Изваден от списъците на флота през 1927 г.

## Коментари
1. ↑  Всички данни са към 1895 г.